# Villabuena de Álava
Villabuena de Álava (baskisch Eskuernaga oder Villabuena Araba; offiziell Villabuena de Álava/Eskuernaga) ist ein Ort und eine Gemeinde (municipio) mit 290 Einwohnern (Stand: 2024) in der Provinz Álava in der Autonomen Gemeinschaft Baskenland im Norden Spaniens. Der Ort gehört zur Weinbauregion Rioja Alavesa.

## Lage und Klima
Der Ort Villabuena de Álava/Eskuernaga liegt in einer Höhe von etwa 490 m im Westen der Provinz Álava nahe der Grenze zur Autonomen Gemeinschaft La Rioja. Nächstgelegene Großstadt ist das gut 30 km (Fahrtstrecke) südöstlich gelegene Logroño; der sehenswerte Ort Laguardia, zu welchem Villabuena bis ins 17. Jahrhundert hinein gehörte, befindet sich ca. 10 km östlich. Das Klima ist gemäßigt bis mild; Regen (ca. 615 mm/Jahr) fällt überwiegend im Winterhalbjahr.

## Bevölkerungsentwicklung
| Jahr      | 1857 | 1900 | 1950 | 2000 | 2018 |
| Einwohner | 377  | 478  | 451  | 335  | 299  |

Infolge der Reblauskrise im Weinbau, der Mechanisierung der Landwirtschaft und der Aufgabe bäuerlicher Kleinbetriebe sank die Einwohnerzahl seit der Mitte des 20. Jahrhunderts auf den derzeitigen Tiefststand ab.

## Wirtschaft
In früheren Jahrhunderten lebten die Bewohner als Selbstversorger hauptsächlich von den Erträgen ihrer Felder und Hausgärten; in geringem Umfang wurde auch Wein angebaut. Der Ort selbst fungierte als Markt- und Handelszentrum, aber auch Handwerker und Dienstleister ließen sich hier nieder. Die zunehmende Bedeutung des Weinbaus und des Weintourismus in der Rioja wirkt sich in den letzten Jahrzehnten auch wieder stabilisierend auf die Beschäftigung aus.

## Geschichte

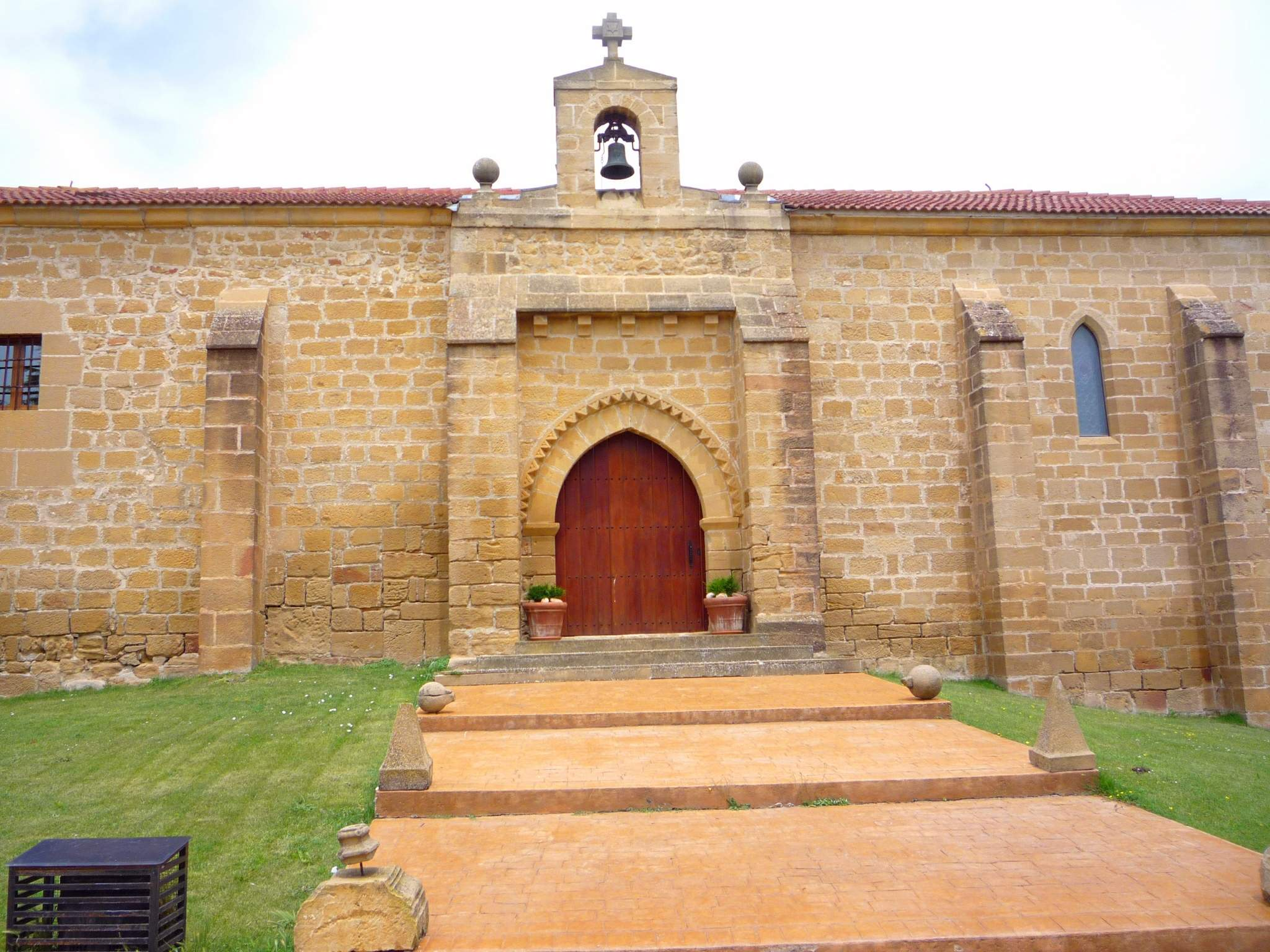
Ermita de San Torcuato

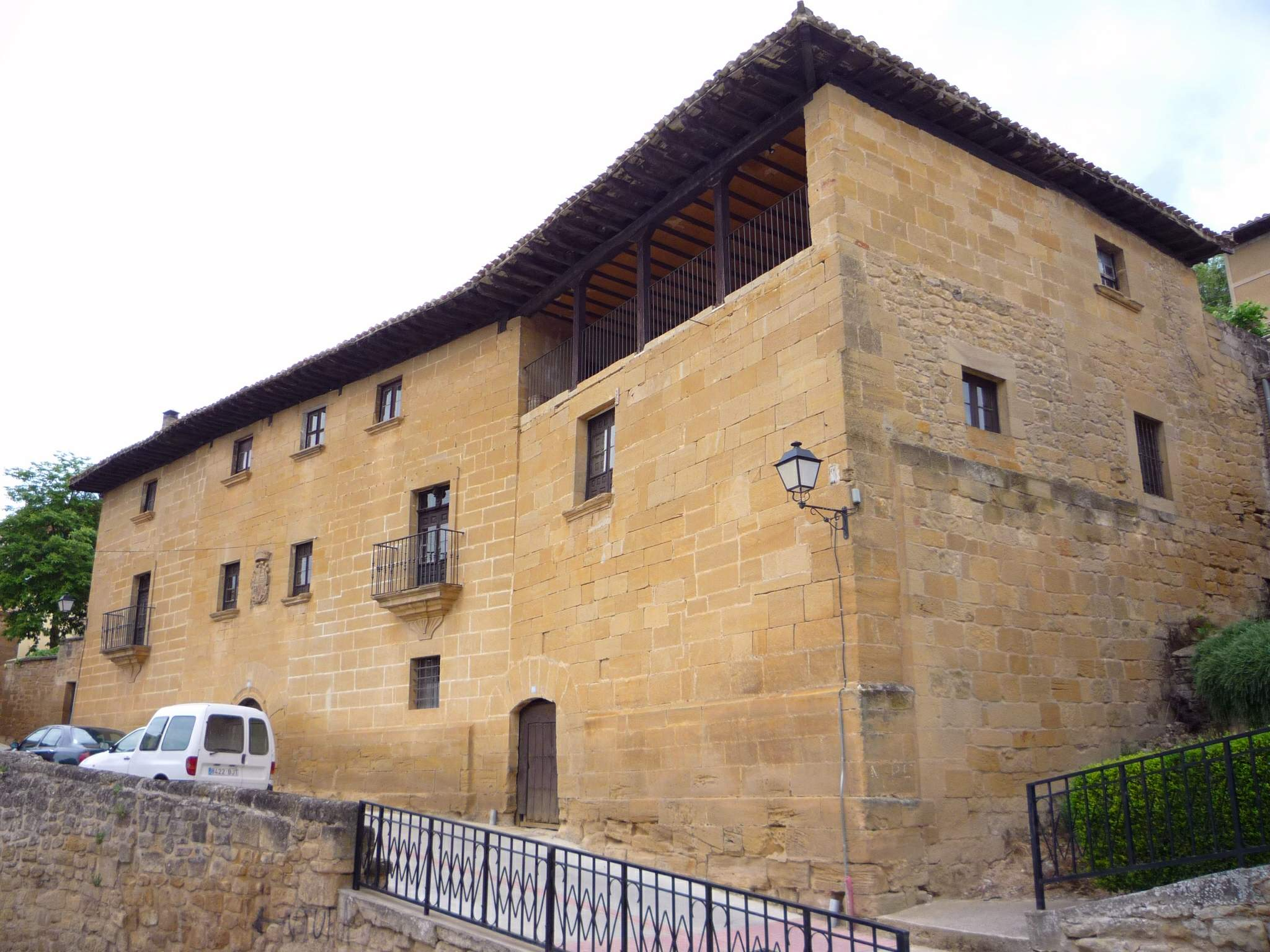
Casa del Marqués

Das nördlich des Ortes gelegene und in Teilen restaurierte jungsteinzeitliche Megalithgrab Dolmen del Montecillo ist das älteste Zeugnis der Anwesenheit von Menschen in der Region. Kelten, Römer, Westgoten und Mauren haben – trotz der Nähe zum Ebro-Tal – keine archäologisch verwertbaren Spuren auf dem Gemeindegebiet hinterlassen. Im Juni 1661 erhielt der Ort von Philipp IV. die Eigenständigkeit von Laguardia zugesprochen.

## Sehenswürdigkeiten
- Das im Jahr 2009 entdeckte und danach in Teilen restaurierte megalithische Ganggrab Dolmen del Montecillo befindet sich gut 1 km nördlich des Ortes auf einer leichten Anhöhe.
- Die Pfarrkirche (Iglesia de San Andrés) wurde vom 16. bis 18. Jahrhundert erbaut. Im Äußeren dominieren geradlinige Formen; barocke Elemente finden sich nur im Innern der Kirche.
- Sehenswert ist die um die Mitte des 16. Jahrhunderts erbaute und dem hl. Torquatus von Acci geweihte Ermita de San Torcuato mit ihrem mittig angebrachten Portal, das von einem Diamantstabbogen eingefasst und von einem kleinen Glockengiebel (espadaña) überhöht wird. Die Kapelle wurde im Jahr 1997 umfassend restauriert.[4]
- Sehr schlicht gestaltet ist die im Jahr 1959 restaurierte Ermita de Santa María; der Glockengiebel zeigt jedoch eindeutig barocke Formen.
- Im Ort finden sich zwei interessante Adelspaläste mit steinernen Wappenschilden – darunter die Casa del Marqués, der Palacio de Peciña Samaniego (auch Casa del Indiano genannt) oder das heutige Rathaus.[5]